# Chris Janssens (homme politique)
Pour les articles homonymes, voir Chris Janssens (homonymie) et Janssens.
Chris Janssens, né le 8 novembre 1977 à Genk est un homme politique belge flamand, membre de Vlaams Belang.
Il est gradué en traduction commerciale et interprète, ainsi qu'en pratique juridique; collaborateur notarial (2003-08); collaborateur parlementaire (2008-09).

## Fonctions politiques
- conseiller communal à Genk (2007-)
- député au Parlement flamand :
  - depuis le 7 juin 2009